# Beautiful Joe
Beautiful Joe (conocida en Hispanoamérica como Una rubia peligrosa) es una película del año 2000 escrita y dirigida por Stephen Metcalfe, protagonizada por Sharon Stone y Billy Connolly con roles de soporte de Ian Holm, Dann Florek y Gil Bellows.

## Sinopsis
Un moribundo descubre que los caballos, las rubias y la mafia pueden acabar con su vida más rápido que el cáncer. Joe (Billy Connolly) es un tipo normal que dirige una tienda de flores y nunca tuvo mucha suerte. Las cosas parecen ser sombrías para Joe cuando le diagnostican un tumor cerebral, pero aparece un poco de buena suerte en el horizonte cuando gana un premio gordo en la pista de carreras. Sin embargo, Hush (Sharon Stone), una bailarina exótica que ha estado profundamente endeudada con una pandilla de matones, le roba la fortuna recién ganada a Joe para pagarles. Joe recupera su dinero explicando a los gánsteres lo que sucedió, pero solo porque lo confunden con un capo sindical del que han oído hablar pero que nunca conocieron. Cuando los mafiosos descubren que Joe es florista y no criminal, la situación les resulta poco divertida.

## Reparto
- Sharon Stone es Hush.
- Billy Connolly es Joe.
- Gil Bellows es Elton.
- Jurnee Smollett es Vivien.
- Dillon Moen es Lee.
- Jaimz Woolvett es Mouse.
- Alan C. Peterson es Howdy.
- Dann Florek es Happy.
- Ian Holm es George The Geek.
- Sheila Paterson es O'Malley.
- Frank C. Turner es Frank.
- Gina Chiarelli es Pauline.
- Ben Johnson es Gino.
- Connor Widdows es Anthony.